# Sara Alkner
Sara Marie Alkner, född 27 februari 1980, är en svensk överläkare och docent vid Lunds universitet samt barnboksförfattare.

## Biografi

### Akademisk karriär
Alkner disputerade 2012 med en avhandling om behandling av bröstcancer med antihormonella läkemedel, där hon kunde visa på individuella variationer i responsen på denna behandlingsmetod. Alkner har sedan fortsatt att arbeta med metoder för att ge en mer individanpassad och skonsam behandling till bröstcancerpatienter. Hon är (2024) docent vid institutionen för kliniska vetenskaper, sektion onkologi, systemisk strålterapi vid Lunds universitet.
Alkners publicering har (2024) enligt Scopus närmare 600 citeringar och ett h-index på 14.

### Barnboksförfattare
Alkner debuterade 2023 som barnboksförfattare med boken Älvtagen, och har sedan gett ut ytterligare tre böcker, alla i sviten Älvljus. Den första delen Älvtagen beskrevs som "en bok om utanförskap och brödraskap, om nervkittlande äventyr och magiska väsen, om vad man är beredd att göra för dem man älskar - och för att passa in". Den tredje delen Älvvatten beskrivs som "god underhållning för den mellanåldersläsare som vill ha relativt lättläst fantasy".

## Utmärkelser
- 2022 – Pris för "Bästa vetenskapliga ansökan" från Svenska läkaresällskapet: "The T-REX trial: Tailored regional external beam radiotherapy in clinically node-negative breast cancer patients with 1-2 sentinel node macrometastases".[4]